# 542
542 foi um ano comum do século VI que teve início e terminou a uma quarta-feira, segundo o Calendário Juliano. A sua letra dominical foi E
| Ano completo                        |
| ----------------------------------- |
| Ano comum com início à quarta-feira |

## Eventos
- Peste bubônica na Europa.